# اسکتامین
اسکتامین(به انگلیسی: Esketamine)، که با نام تجاری Ketanest و دیگر نام‌ها فروخته می‌شود، دارویی است که به عنوان بیهوش‌کننده عمومی در جراحی ها و برای درمان افسردگی مقاوم در برابر درمان استفاده می‌شود.  اسکتامین به صورت استعمال از بینی یا از طریق تزریق داخل ورید تجویز می‌شود.